# 魔技科的劍士與召喚魔王
《魔技科的劍士與召喚魔王》，是三原みつき所著作的日本輕小說作品，插圖由台灣畫家CHuN負責，原版由Media Factory出版。中文版由台灣角川出版。
目前已改編成漫畫版，於月刊Comic Alive上連載，由台灣漫畫家孟倫作畫。並與EDGE RECORD《一起睡 CD》系列舉辦讀者參加合作企劃，截止日期2014年11月16日。

## 登場角色
- 聲優為廣播劇CD版[4]

### 魔技科
林崎一樹（聲：齊藤壯馬）
國立騎士學院魔技科一年級，排名為E。
曾是孤兒，後來被古流劍術名門──林崎家收為養子，因為學習林崎流而徹底的鍛煉了「視力」，曾被稱為「魔眼鬼人」，是習得林崎流真傳的居合劍士，甚至連義父都只能停留在構想階段的夢想劍「重疊」都已經練成。愛刀是「道風」，是把借助煉金冶煉師之手鍛造的斬鐵劍，除了劍士以外還有著軍師的才能。
林崎夢想劍─重疊，是一種專門用來斬殺召喚魔法使甚至是神魔的二連斬劍技。為了在魔力屏障修復之前將其斬殺，而將居合二連擊完美重合不得有一絲偏移，將速度與精準都達到完美後才得以實現的絕技。
在故事開始時因左手─手背出現「謎痕」而進入魔技科，魔技科唯一的男學生，同時亦是「日本第一個獲得謎痕的男性」。契約神魔是「所羅門的小鑰匙」—蕾梅。
魔導禮裝是可以捕捉女孩子的心聲，測量她們的情感並將其數值化的「所羅門的戒指」，好感度超過65便能使用和其訂下契約的神魔的召喚魔法。第六卷中得到第二件魔導禮裝「所羅門之印」（Zecolbeni），能將好感度超過150的女孩的神魔憑依到禮裝內，讓持有者以憑依的速度使用魔法。而第三件魔導禮裝「拉結爾之衣」（Gematria）
他不想被世界混沌或秩序束縛。
蕾梅
跟一樹定下契約的神魔。外表是有著褐色肌膚的女孩子。稱一樹為「吾王（Vasileios）」，小說中在希臘語中是「統領72柱之王」的意思。為了聚合全72柱的神魔，要求一樹成為後宮王。對於日本與一樹都還保持著測試的態度，除了會幫助一樹建立後宮以外一切都不管，既不干涉人類的行動亦不幫助人類與神魔的關係，但是如果一樹最後失敗沒能成為王，就會帶領72柱捨棄日本，讓日本從魔法先進國中退出。
真實身份是「所羅門的小鑰匙」——雷梅戈頓（レメゲトン，Lemegeton）。擁有統領72柱之力，固有魔法「72柱全魔法（Goetia）」能授予契約者72柱所擁有的十種固有魔法，合計720種魔法。此外就算72柱以外的神魔，只要對方有意願亦可訂結契約，讓後宮人數與能使用的魔法大幅增加不少。
天咲美櫻（聲：佐倉綾音）
魔技科一年級，排名為A。擅長炎屬性攻擊魔法。契約神魔是是所羅門七十二柱魔神之一的菲尼克斯。
本為孤兒，是一樹在孤兒院的夥伴。非常喜歡一樹，也一直是好感度最高持有者。其後被魔法名門──天咲家收養。
對一樹好感度：120（1卷）→132（2卷）→137（3卷）→150（4卷）→155（9卷）
菲尼克斯
與美櫻訂契約的神魔，所羅門72柱魔神中排行第37位，掌握火與風的魔神，擁有治癒的魔法。
冰燈小雪（聲：諏訪彩花）
魔技科一年級，排名為A。擅長冰系魔法。契約神魔是所羅門七十二柱魔神之一的威沛。
跟一樹同班的「妖精」。由於與生俱來的魔力異常強大，在中學時就入住「魔女之館」。由於精靈的外貌，一直否定自己的存在，覺得只有使用魔法才能得到別人的認可。在一樹的幫助下，逐漸坦承了自己的心，慢慢喜歡上一樹。
對一樹好感度：45（1卷）→52（2卷）→105（3卷）→119（4卷）→150（9卷）
威沛
與小雪訂契約的神魔，所羅門72柱魔神中排行第42位，掌握冰與水的魔神。
夏洛特·里本芙勞
第二卷出現的人物，喜歡日本動畫。魔技科一年級的轉學生，排名為A。契約神魔是普羅菲特，真正身份是希臘神話中的文明之神－－普羅米修斯，究極魔法為「兵器創造」。
真正身份是統治塞蒙恩德公國的公爵的千金，沒有繼承權。
自幼被病魔所困，在瀕死的狀態下迎來十四歲生日的時候，普羅菲特在自己的心中出現，並簽訂了契約。因為其部分性的憑依在自己身上，覆蓋了自身肉體患病的部分而拯救了自己的命。其後因與非德國的國教神話「北歐神話」裏的神魔訂下契約，而被視為「異端契約者」，之後操縱私家噴氣式飛機逃走，成為「流亡者」。在一樹幫助她解決追殺之憂後喜歡上他。
對一樹好感度：100（2卷）→113（3卷）→120（4卷）→152（9卷）
普羅菲特
與夏洛特訂契約的神魔，真實名稱為普羅米修斯，是所屬希臘神話的智者，擁有能夠使用各種高科技兵器的能力。
音無輝夜（聲：照井春佳）
魔技科二年級，魔技科學生會長。被稱為「惡夢召喚者（Nightmare Bringer）」。契約神魔是所羅門七十二柱魔神之一、掌管「七大罪」中色慾的阿斯莫德。學院最強的魔法師，在召喚後會因副作用而令精神狀態變得奇怪（會變得淫亂），但一樹並沒有歧視她，因而逐漸喜歡上一樹。
對一樹的才能抱有非常大的期待，經常稱一樹為「弟弟君」。
對一樹好感度：73（1卷）→79（2卷）→85（3卷）→100（4卷）→148（9卷）
阿斯莫德
與輝夜訂契約的神魔，所羅門72柱魔神中排行第32位，是地獄七大支配者之一，有著能產生痛覺的魔法。
星風光（聲：沼倉愛美）
魔技科二年級，魔技科學生副會長。契約神魔是所羅門七十二柱魔神之一的巴力，同時也是掌管「七大罪」中暴食的別西卜。
不擅長應付男生，目前正努力克服這個情況。每日清晨和一樹約定早起鍛鍊，讓一樹成為自己的劍術老師，同時也教會一樹魔法技巧，之後逐漸喜歡上一樹。
對一樹好感度：39（1卷）→43（2卷）→49（3卷）→87（4卷）→140（9卷）
巴力
與光訂契約的神魔，所羅門72柱魔神中排行第1位，掌握天氣的魔神，不喜歡被別人叫別西卜（蒼蠅王）。
龙泷雅美和龙泷忍舞
姐姐和小雪一樣是妖精，雅美曾經考驗一樹，一樹成功突破她給予的試煉。姐姐的契約神魔是格莫瑞。
妹妹忍舞曾經討厭著一樹（好感度2左右………），不過在一樹以及姐姐雅美的努力下接受自己和姐姐是妖精的事實，并對一樹產生好感。妹妹的契約神魔是馬可西亞斯。
好感度（9卷）龙泷雅美──74 龙泷忍舞──74

### 劍技科
林崎鼎（聲：種田梨沙）
國立騎士學院劍技科二年級，劍技科學生會長（第一名）。
古流劍術名門──林崎家的獨生女。有著「風神小貓」外號的女劍士，使用兩把小太刀，攻擊力較為不足而以速度彌補，實戰能力來說比一樹更強。
劍術才能絕頂，自創夢想劍．貳─「神域」，是一種斬斷召喚魔法的二連擊。在魔力震盪的極致的瞬間將第二擊斬入，一瞬間斬斷對方魔力強行將魔法斬斷的劍術。
由於一樹是出生不明孤兒的原因，鼎其实是一树“年上”的义姐，但即使如此仍旧自称是妹妹。非常粘一樹，對一樹身邊的其他女生有醋意。
第九卷和因為練成「神域」而被七十二柱的布銳斯選上。最終與其締結契約，擁有了魔導禮裝。初始好感度：175【第九卷美櫻的好感度：155】
上泉伊織
國立騎士學院劍技科二年級，劍技科學生副會長（第二名）。
性格就像剛出生的小鹿，相當怕陌生人，不過劍術卻是貨真價實的。鼎的弟子，已經能夠判讀氣息、感應魔力的流動。
山田寅藏
國立騎士學院劍技科二年級，劍技科學生會第三名。
對魔技科抱有自卑感，時常在逃避正面對戰，每次有問題都只能依靠劍技科會長。
疋田琥珀
國立騎士學院劍技科一年級，持有七把不同刀型神器的學生。喜歡一樹。
疋田家神影流的繼承人，最初希望與一樹结婚，將神影流和一樹的林崎流统合，創造出最强的劍術流派。
塚原一羽
第三卷出現的人物，劍技科二年級。被稱為「劍之巫女姬」，是劍技科的魔法使。魔法潛力極高，沒有進行多少魔法修煉卻能使用五級魔法，但是相對的劍術相當差勁，對此本人相當在意。
契約神魔是日本神話中的經津主神，於第6卷時與建御雷神訂下契約，但並不是雙重契約。
雖然跟經津主神訂下契約，但是在法律上算是違法魔法師，因此隱瞞了這件事，並繼續在劍技科上學，由於劍術能力低落而被劍術科的學生輕視，直到一樹成為統合學生會長後才公佈。私下在活動大樓內的「乒乓球活動室」建立了祭壇。曾嫉妒並排斥一樹，之後喜歡上他。
對一樹好感度：28（3卷）→55（4卷）
經津主神
喜歡日本子民的豪氣神明，非常擔心一羽是否能交到朋友。
另外有別的半身個體－建御雷神的存在，因神話書記的解釋而與經津主神分離出來。與建御雷神的固有魔法相比，魔法種類是對人系的。
建御雷神
與經津主神同一淵源的神魔，因為神話書記的解釋分歧而與經津主神分裂的的另外半身。
與經津主神的固有魔法相比，魔法種類是消滅怪物用的種類。

### 騎士學院的相關者
麗茲麗莎·韋斯特伍德
出身於英國，騎士學院的教師。因為某事故，導致成長緩慢。
個性嚴格，教導每一名魔技科學生都一絲不苟。
音無月九郎
騎士學院的校長，音無輝夜的父親。
認為身為國家最高機關之一的騎士團絕不能成為被所羅門七十二柱所擺布的組織，管束騎士團的應該是通過人類的手誕生的人類之王，才能產生有秩序的完美的軍隊。更認為軍隊是不需要自我、名字及思想。
被政府命令進行聖痕移植的研究，並利用騎士或者騎士學院的學生當作實驗材料，研究將所羅門七十二柱之力強制吸出的「聖痕移植手術」及產生更強的聖痕魔法使的「魔法能力擴張手術」，但由於實驗結果慘淡不已而被政府下令中止研究。研究結束後被調任成為騎士學院的校長，但私下卻繼續進行研究，打算將自己的女兒昇華為人工的王。
從幼小的時候便開始對輝夜用「自己必須成為最強的魔法使」這樣的義務感對她進行洗腦，讓那份義務感成為了她人生最大的優先目標。在給予學生會長的寶座後便以「要完成作為最強魔法使的職責」對她進一步洗腦。
第三卷被奈亞拉托提普侵蝕，打算催眠輝夜並使其放棄自我，然後將一樹的「王之聖痕」抽出並移植至輝夜身上，使其成為王並立於頂點。被奈亞拉托提普同化後指使四痕魔法使攻擊一樹等人，最後被打敗，而本人則處於失去意識的狀態。

### 北歐騎士團
蘿絲維特•雷傑多拉瑪
北歐的王，契約神魔是奧丁。

貝亞特麗克斯•鮑姆加爾特
北歐騎士團的主力，非常自豪自身臂力，喜歡上打敗自己的一樹。持有北歐神話的神器「斯瓦爾盾」。
索爾
北歐神話的雷神，與洛基是好朋友關係。
達米安
北歐騎士團的成員之一，外號「劍之達米安」。
霍德爾
北歐神話的戰神，手持界槲寄生弓箭與魔劍，和巴德爾展開宿命之戰的神魔。
艾雷歐諾拉•阿本德羅特
北歐騎士團的成員之一，外號「盾之艾雷歐諾拉」。
埃及爾
北歐神話的海神，有不輸威柿的海洋之力的神魔。

### 非法魔法使
香耶
一樹與美櫻的孤兒院同伴，後來被洛基挑中成為非法魔法使。
土蛇
非法魔法使，擅長土系的魔法，被世界蛇附依的男子。

## 用語

### 魔法相關
魔法
由15年前所發現的嶄新力量。當時，自稱正統煉金術的組織「黎明的全能智慧」的領導者、自稱「瓦西雷歐斯‧瓦西雷翁」的煉金術士向全世界發表完成「賢者之石」（一種制作方法不明的人工魔石）。人只要將該魔石貼在額頭上，便會從與皮膚相連的部分逐漸與人同化，漸漸嵌入直到腦部，魔法之力便會覺醒。得到賢者之石的人可把人心與精神力轉變成得以操作的魔力，這就是魔法。
魔力的頂峰大約是在二十歲，之後開始慢慢衰退。
隨著世界上的魔法使數量增加，開始出現自然覺醒為魔法使的人們。
因「賢者之石」及魔法的出現，世界演變成為「劍與魔法的時代」，警察和自衛隊都轉變成由劍士和魔法使組成的「騎士團」。
謎痕（Enigma）
來自異世界的紋章。當魔法資質受到「神魔（Deva）」的認可，到了魔力開始成長的十四歲的人，左手手背就會被授予謎痕。被稱為「神魔發出的邀請函」。
為了不浪費貴重的謎痕並讓這些人都能成為戰力，得到謎痕的人都有進入魔技科學習的義務。
因為女性的魔力天生比男性高，所以男性被授予謎痕近乎不可能，而一樹獲得謎痕則是個謎。
於日本國內，新獲得謎痕的人數每年固定是144人。
聖痕（Stigma）
擁有謎痕的人進入「魔技科」就讀後，便能與神魔訂下契約。透過「契約儀式」，謎痕便會轉化為聖痕，為宿主帶來召喚魔法的力量，成為「聖痕魔法使（Magica Stigma）」。
召喚魔法
分為「歪界接續（Access）」、「現象要請（Order）」、「坐標指定（Targeting）」、「發動（Cast）」四個步驟。而詠唱咒文是向身在歪界的神魔要求魔法現象的命令（Programing）。
魔法使
與神魔訂下契約，並使用神魔之力的人。
聖痕魔法使
正統魔法使。透過正式的「契約儀式」與神魔訂下契約之人。聖痕魔法使必須透過詠唱咒文，向在歪界的神魔要求魔法現象。
每個神魔都擁有十種固有魔法，分為十個等級（1~10）。「聖痕魔法使」與神魔的波長越契合，越能使用高等級的召喚魔法。等級10的固有魔法能讓神魔完全具現化，召喚出強烈的魔法攻擊。
非法魔法使
把魔法濫用在犯罪的魔法使。他們被帶有邪惡企圖的神魔引誘，訂下「非法契約」，讓力量失控暴走。由於他們是使用把神魔召喚到自己體內的「憑依召喚（Drive）」的契約方式，因此可以迅速地以少量的魔力，高效率發動神魔之力。在使用憑依召喚下，使用魔法越多，精神就會越快被神魔侵蝕，最後會被神魔奪走肉體。不過在被奪走肉體之前，一般都會因精神錯亂而發狂。
四痕魔法使
政府過去推行的「妖精計劃」和音無月九郎的「人柱計劃」的副產物。於被廢棄但狀態相對較好的妖精身上移植四個純度相對較高的聖痕，她們只能勉強地維持著人類的形態，而人格已經崩壞。
魔力醉
魔法使在面臨威脅時會反射性展開防衛魔力，但當感覺到自身魔力無法保護身體時，便會打開「心之門」，從歪界引出龐大的魔力。透過此方法可以暫時使用超過自我極限的魔力，但作為代價，自身意識會被拉進歪界而昏倒。這種昏迷的現象稱為「魔力醉」，如果過於嚴重，意識會無法從歪界返回，心之門亦會出現損傷，導致精神變得不安定。
魔導禮裝（Decorte Oblige）
只有被「神魔」選中的人才擁有的戰鬥服裝。
妖精
受到自身魔力的影響，存在發生扭曲的人類。
據說魔力強大超過一般人的女性，大多擁有與精靈溝通的可能性。因為此特殊性而成為偏見和歧視的對象。

### 歪界相關
歪界（Astrum）
非物質的異世界，神魔的居住地。
神魔
歪界居民，本身就是能讓世界扭曲的巨大魔力。有著由神話所決定的存在目的。而神話亦有著會根據人類的認識而產生扭曲的特點。
神魔擁有象徵自己的十種固有魔法，透過契約就成為魔法使的召喚魔法。十種固有魔法分為1到10的十個階段。聖痕魔法使與神魔的思念波長越契合，越能夠使用高等級的召喚魔法。達到最高難度的等級10之時，就能使用讓神魔在這個世界「實體化」的「完全召喚」。
神魔失去自己的力量和記憶便會變得年輕，失去更多便會變得更年輕。
所羅門七十二柱魔神
屬於以色列神話的神魔，與日本建立了合作體制，不謀求信仰。所羅門神魔的目的是授予人類智慧，讓國家繁榮。培養王是所羅門神魔的存在意義。統領七十二柱魔神的君王為「所羅門的小鑰匙」——蕾梅。
王之權能為「羈絆之力」，是種通過好感度增強力量的能力。
神道
日本本土的神話。君王為倭國之王「天照大神」及出雲國之王「須佐之男」。若要統領八百萬神明及成為真正的日本神話的王，其中一方必須打敗另一方。
日本神話並非謀求信仰，亦沒有對其他神話抱有對抗的形態。
一旦沒有人對日本神魔進行祭祀，神魔便會「荒神化」。
北歐神話
德國的國教神話。受到日耳曼神話的源頭－北歐神話的影響，主神是阿薩神族之王——奧汀。
道教
中華道國的國教神話。因道教神話受到某種影響，令與中華道國訂下契約的道教神魔們變成偏離原本的道教思想的存在，只有少數道教神魔能保留原本的姿態。
道教神話的目的是通過支配達成的秩序。王之權能為「天命之力」，是種會「隨著支配版圖的擴張而增強力量」的能力。
克蘇魯神話
近代出現的神話體系，由於受七大魔法先進國的影響，已開始大大地衰退。目前克蘇魯神話僅存的神魔只有奈亞拉托提普而已。
惡性界異（Cancer）
因世界突然出現裂縫，而從裂縫流出的歪界魔力所產生的「魔獸」和「精靈」被稱為「惡性界異」。魔獸密集的空間會變成被魔力污染的「魔境」。
魔法使的數量增加，「惡性界異」的現象亦會等比例地增加。
魔獸
從歪界現身的生物，有著仿佛出自神話當中的幻想模樣。魔獸會本能地襲擊人類，當周圍的空間變成魔境之後，魔獸便不會再離開魔境，變得只襲擊侵入魔境的人類。
精靈
別次元的生命，沒有肉體，對人無害，基本上對世界沒有影響力。在歪界偶爾會用精神感應跟妖精低聲細語地說話。據說只有因魔力而變化出來的妖精才能感覺到它的存在。
真實身份是魔力被超出常人的擴大後，人格破裂的妖精殘留在歪界的殘留思念，即是妖精的亡靈。

### 國家、組織
黎明的全能智慧
從「薔薇十字團」、「黃金之曉」以及「Ahnen erbe」等秘密組織繼承煉金術相關的知識和技術，自稱正統煉金術的組織。其領導者、自稱「瓦西雷歐斯·瓦西雷翁」的煉金術士，在15年前向全世界發表完成「賢者之石」。
其後因內部的權力鬥爭，導致領導人瓦西雷歐斯·瓦西雷翁遇害，但遺體卻失蹤，同時「賢者之石」的制造方法隨著瓦西雷歐斯·瓦西雷翁的過世而失傳。之後組織便分崩離析，而各國政府隨即抓住此機會，吸收「黎明的全能智慧」的殘骸。
七大魔法先進國
魔法使數量最多，即是購買賢者之石的人最多的七個富裕國家，作為「七大魔法先進國」繼承支配世界的地位。七大魔法先進國分別是日本、美國、英國、德國、意大利、俄羅斯及中國。
以上各國的騎士團分別繼承「黎明的全能智慧」遺產，得到不同神話的神魔幫助，並通過「信仰」得到神魔之力。
日本以外的魔法先進國並不將其他的落後國家當成對等的國家看待。在歐洲，魔法先進國會將落後國家作為領邦國家並視為庇護對象，而中國則視落後國家為夷狄。
在魔法先進國家當中，國民幾乎全部都是魔法使。
日本──所羅門72柱（非信仰）。
不通過「信仰」得到神魔之力的國家，並沒有國教神話，而是與以色列神話「所羅門72柱魔神」建立了合作體制。
因曾經有非法魔法使令東京變成廢墟，所以日本國內嚴令禁止與所羅門72柱魔神以外的神魔進行契約。
於第5卷被大部分成員是中國間諜的「劍志黨」分裂，於西日本宣佈獨立，並以富山縣、岐阜縣及愛知縣為分界，建立以信仰並遵從日本神話，而非依賴所羅門七十二柱的國家「大和」。大和與日本因其他魔法先進國調停，而宣布停戰。並利用找到日本3大王之器來決定日本群島屬於大和還是日本。
德國──北歐神話。
又稱「德意志」。
與非國教神話裏的神魔訂下契約會被視為「異端契約者」，並會遭到抹殺。
中國──道教神话。
又稱「中華道國」。國教神話為道教。帝都為北京。元首為中華皇帝，是中華道國龐大的人口中擁有最強魔力的人，是中華思想的化身，會穿著皇帝專用的紫色龍袍。現任皇帝為「再皇帝」（Reborn Emperor）溥子。
美國──北美國--美式正義神話  南美國--印地安神話。
美国分裂成了两大块，分别是美国，和南美国。一处国土上出现两种秩序，双方互不相让，赌上美国的霸权，展开了『南北战争』
英國──凱爾特神話。
領導者-『圆桌王』亚瑟·瓦西雷翁----统领魔法发源地英国的王
意大利──希臘神話。
領導者- 蕾吉娜·奥林匹亚·弗卢那拉----依奥林匹亚之名宣扬人类正确样态的法王（Papa Basileus）
俄羅斯──斯拉夫神話。
現任皇帝為「伊莉亚艾丽雅·姆洛梅兹」称呼為 雷帝（Grozny Basileu）缔约的是掌管上天所有事物，斯拉夫神话的最高神明『斯瓦洛格』

## 出版書籍

### 輕小說
| 冊數 | Media Factory  | Media Factory          | 台灣角川       | 台灣角川               | 封面人物                 |
| 冊數 | 發售日期       | ISBN                   | 發售日期       | ISBN                   | 封面人物                 |
| ---- | -------------- | ---------------------- | -------------- | ---------------------- | ------------------------ |
| 1    | 2013年4月25日  | ISBN 978-4-04-066655-6 | 2013年12月5日  | ISBN 978-986-325-707-3 | 天咲美櫻                 |
| 2    | 2013年7月25日  | ISBN 978-4-04-066656-3 | 2014年7月12日  | ISBN 978-986-325-931-2 | 音無輝夜                 |
| 3    | 2013年10月25日 | ISBN 978-4-04-066031-8 | 2014年11月13日 | ISBN 978-986-366-176-4 | 冰燈小雪                 |
| 4    | 2014年1月24日  | ISBN 978-4-04-066211-4 | 2015年2月14日  | ISBN 978-986-366-321-8 | 星風光                   |
| 5    | 2014年4月25日  | ISBN 978-4-04-066716-4 | 2015年6月23日  | ISBN 978-986-366-548-9 | 桂華玲                   |
| 6    | 2014年7月25日  | ISBN 978-4-04-066914-4 | 2015年11月16日 | ISBN 978-986-366-794-0 | 塚原一羽                 |
| 7    | 2014年11月25日 | ISBN 978-4-04-067171-0 | 2016年5月19日  | ISBN 978-986-473-088-9 | 夏洛特·里本芙勞          |
| 8    | 2015年2月25日  | ISBN 978-4-04-067402-5 | 2016年10月13日 | ISBN 978-986-473-320-0 | 龍瀧雅美與龍瀧忍舞       |
| 9    | 2015年6月25日  | ISBN 978-4-04-067650-0 | 2017年3月23日  | ISBN 978-986-473-587-7 | 林崎鼎                   |
| 10   | 2015年10月23日 | ISBN 978-4-04-067939-6 | 2017年8月25日  | ISBN 978-986-473-832-8 | 伊利亞艾麗雅·姆洛梅茲    |
| 11   | 2016年2月25日  | ISBN 978-4-04-068109-2 | 2018年6月25日  | ISBN 978-957-564-231-0 | 亞瑟·瓦希雷翁            |
| 12   | 2016年7月25日  | ISBN 978-4-04-068416-1 | 2018年9月26日  | ISBN 978-957-564-427-7 | 蕾吉娜·奧林匹亞·弗盧那拉 |
| 13   | 2017年1月25日  | ISBN 978-4-04-069016-2 |                |                        | 音無輝夜&星風光          |
| 14   | 2017年8月25日  | ISBN 978-4-04-069343-9 |                |                        | 天咲美櫻&冰燈小雪        |

### 漫畫
| 冊數 | Media Factory  | Media Factory          | 尖端出版      | 尖端出版               | 封面人物                 |
| 冊數 | 發售日期       | ISBN                   | 發售日期      | EAN                    | 封面人物                 |
| ---- | -------------- | ---------------------- | ------------- | ---------------------- | ------------------------ |
| 1    | 2014年3月22日  | ISBN 978-4-04-066296-1 | 2014年12月5日 | EAN 4717702263874      | 天咲美櫻                 |
| 2    | 2014年8月23日  | ISBN 978-4-04-066832-1 | 2015年3月23日 | EAN 4717702265854      | 音無輝夜                 |
| 3    | 2015年2月23日  | ISBN 978-4-04-067259-5 | 2015年11月6日 | EAN 4717702267155      | 林崎鼎                   |
| 4    | 2015年7月23日  | ISBN 978-4-04-067553-4 | 2016年7月5日  | ISBN 978-957-106-759-9 | 冰燈小雪                 |
| 5    | 2016年1月23日  | ISBN 978-4-04-067874-0 | 2016年10月8日 | ISBN 978-957-106-993-7 | 夏洛特·里本芙勞          |
| 6    | 2016年6月23日  | ISBN 978-4-04-068278-5 |               |                        | 塚原一羽                 |
| 7    | 2016年12月23日 | ISBN 978-4-04-068576-2 |               |                        | 貝亞特麗克斯             |
| 8    | 2017年6月23日  | ISBN 978-4-04-069248-7 |               |                        | 星風光                   |
| 9    | 2017年11月22日 | ISBN 978-4-04-069533-4 |               |                        | 疋田琥珀                 |
| 10   | 2018年5月23日  | ISBN 978-4-04-069826-7 |               |                        | 龍瀧雅美                 |
| 11   | 2018年11月21日 | ISBN 978-4-04-065247-4 |               |                        | 桂華玲                   |
| 12   | 2019年6月22日  | ISBN 978-4-04-065488-1 |               |                        | 龍瀧忍舞                 |
| 13   | 2019年12月23日 | ISBN 978-4-04-064298-7 |               |                        | 神邑齊                   |
| 14   | 2020年8月20日  | ISBN 978-4-04-064696-1 |               |                        | 伊利亞艾麗雅·姆洛梅茲    |
| 15   | 2021年4月23日  | ISBN 978-4-04-680388-7 |               |                        | 蕾吉娜·奧林匹亞·弗盧那拉 |
| 16   | 2022年8月23日  | ISBN 978-4-04-681023-6 |               |                        | 蕾梅（成熟體）           |
| 17   | 2023年7月22日  | ISBN 978-4-04-682727-2 |               |                        | 亞瑟·瓦希雷翁            |
| 18   | 2024年1月23日  | ISBN 978-4-04-683191-0 |               |                        |                          |
| 19   | 2025年2月21日  | ISBN 978-4-04-683645-8 |               |                        |                          |

## 外部連結
- 魔技科的劍士與召喚魔王官方網站 （页面存档备份，存于） （日語）
- 魔技科的劍士與召喚魔王－必殺技辞典 （日語）
- 魔技科的劍士與召喚魔王的X（前Twitter）（三原みつき） （日語）